# Абрагамовце (Кежмарок)
Абрагамовце (словац. Abrahámovce) — село и одноимённая община в районе Кежмарок Прешовского края Словакии. В письменных источниках начинает упоминаться с 1286 года.

## География
Село расположено в западной части края, на юго-западных склонах горного массива Левочске-Врхи, при автодороге 536. Абсолютная высота — 692 метра над уровнем моря. Площадь муниципалитета составляет 6,65 км².

## Население
| Год:                | 1994 | 2004    | 2014     | 2024 |
| ------------------- | ---- | ------- | -------- | ---- |
| Количество человек: | 212  | 227     | 263      | 263  |
| Разница:            |      | +7,07 % | +15,85 % | +0 % |

По данным последней официальной переписи 2011 года, численность населения Абрагамовце составляла 257 человек.
Национальный состав населения (по данным переписи населения 2011 года):
| Национальность | Численность, человек |
| -------------- | -------------------- |
| словаки        | 249                  |
| чехи           | 1                    |
| венгры         | 1                    |
| другие         | 1                    |
| не указана     | 7                    |